# 958
| 958                |
| ------------------ |
| Dødsfald - Fødsler |
|                    |

| Gregoriansk kalender | 958 CMLVIII             |
| Ab urbe condita      | 1711                    |
| Armensk kalender     | 407 ԹՎ ՆԷ               |
| Kinesiske kalender   | 3654 – 3655 丁巳 – 戊午 |
| Etiopisk kalender    | 950 – 951               |
| Jødisk kalender      | 4718 – 4719             |
| Hindukalendere       |                         |
| - Vikram Samvat      | 1013 – 1014             |
| - Shaka Samvat       | 880 – 881               |
| - Kali Yuga          | 4059 – 4060             |
| Iransk kalender      | 336 – 337               |
| Islamisk kalender    | 347 – 348               |

Konge i Danmark: Gorm den Gamle fra før 936–958/64 og Harald Blåtand 958/64-985/87
Se også 958 (tal)

## Dødsfald
- Gorm den Gamle, dansk konge (dette dødsår baseret på en formodning om, at det var Gorm, der var begravet i Nordhøjen i Jelling, der er dendrokronologisk dateret til 958)

| År | Spire Denne artikel om et år, årti, århundrede eller årtusinde er en spire som bør udbygges. Du er velkommen til at hjælpe Wikipedia ved at udvide den. |